# Loxosceles candela
Loxosceles candela là một loài nhện trong họ Sicariidae.
Loài này thuộc chi Loxosceles. Loxosceles candela được miêu tả năm 1983 bởi Gertsch & Ennik.